# Ida Fink
Pour les articles homonymes, voir Fink.
Ida Fink (en hébreu : אידה פינק), née le 21 novembre 1921 à Zbaraż, morte le 27 septembre 2011  à Tel Aviv, est une écrivaine israélienne de langue polonaise.